# Collomia larsenii
Collomia larsenii là một loài thực vật có hoa trong họ Polemoniaceae. Loài này được (A.Gray) Payson mô tả khoa học đầu tiên năm 1924.